# Stephen L. Neal
Stephen Lybrook "Steve" Neal, född 7 november 1934 i Winston-Salem i North Carolina, är en amerikansk demokratisk politiker. Han var ledamot av USA:s representanthus 1975–1995.
Neal studerade vid University of California, Santa Barbara och University of Hawaii. Han efterträdde 1975 Wilmer Mizell som kongressledamot och efterträddes 1995 av Richard Burr.